# Rhacholaemus tsacasi
Rhacholaemus tsacasi är en tvåvingeart som beskrevs av Jason Gilbert Hayden Londt 1999. Rhacholaemus tsacasi ingår i släktet Rhacholaemus och familjen rovflugor. Inga underarter finns listade i Catalogue of Life.